# Villa Mariano Matamoros
Villa Mariano Matamoros es una villa mexicana, cabecera y localidad más poblada del municipio de Ixtacuixtla de Mariano Matamoros, Tlaxcala hasta el 2010, la villa contaba con una población de 6 527.

## Demografía

### Población
Conforme al Censo de Población y Vivienda 2010 realizado por el Instituto Nacional de Estadística y Geografía (INEGI) con fecha censal del 12 de junio de 2010, Villa Mariano Matamoros contaba hasta ese año con un total de 6 527 habitantes, de dicha cifra, 3 060 eran hombres y 3 467 eran mujeres.
| Gráfica de evolución demográfica de Villa Mariano Matamoros entre 1900 y 2010.                               |
| |
| Instituto Nacional de Estadística y Geografía. «Archivo histórico de localidades». Consultado el 23-11-2008. |